# Pimpinella sikkimensis
Pimpinella sikkimensis är en flockblommig växtart som beskrevs av Charles Baron Clarke. Pimpinella sikkimensis ingår i släktet bockrötter, och familjen flockblommiga växter. Inga underarter finns listade i Catalogue of Life.